# 黄花高山豆
黄花高山豆（学名：Tibetia tongolensis），为豆科高山豆属下的一个植物种。